# Eublemma truncata
Eublemma truncata är en fjärilsart som beskrevs av George Francis Hampson 1905. Eublemma truncata ingår i släktet Eublemma och familjen nattflyn. Inga underarter finns listade i Catalogue of Life.

## Bildgalleri

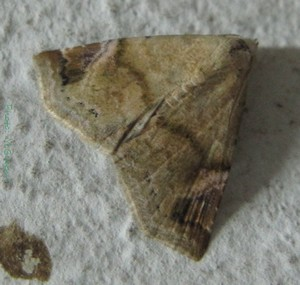